# Червеногръдка
Червеногръдката (Erithacus rubecula), известна и като червеношийка, червеногушка, е птица от семейство Мухоловкови. Среща се и в България.

## Физически характеристики
Червеногръдката е малка, непрелетна за България птица, достигаща дължина от около 14 см. Горната страна на тялото, крилата и опашката са маслинено зеленикавокафяви. Челото, бузите, гърлото и гърдите са ръждивочервени, а коремът – белезникав. Няма полов диморфизъм. Горната страна на тялото при младите екземпляри е кафява с капковидни петна. Гушата и гърдите им са охреноръждиви с вълнообразни тъмни ивици.

## Разпространение
Червеногръдката е постоянна птица. Среща се в равнините, но е по-многобройна в планините. Обитава окрайнини на влажни иглолистни, смесени и широколистни гори, богати на подлес от къпини, малини, глог и шипка. През есента и зимата слиза в равнините и посещава паркове, градини и населени места.

## Начин на живот и хранене
Червеногръдката си търси храната по земята. Храни се главно с насекоми и техните ларви, охлюви, червеи, паяци и др. През есента и зимата събира плодове и семена.

## Размножаване
Гнезди в основата на храсти и изгнили пънове, под камъни, под корени или в дупки по стръмни речни брегове на дерета. Гнездото е изградено от коренчета, листа и мъх. Вътре е застлано с тревички, пух и косми. Снася 5 – 7 светлокремави или розови яйца, изпъстрени с ръждиви или кафяви петна и точки. Женската мъти яйцата сама около 12 – 14 дни. При изхранването малките взимат участие и двамата родители. Малките напускат гнездото след две седмици. Няколко дни след това те се движат с възрастните птици, които продължават да ги хранят. Отглежда две поколения годишно.

## Допълнителни сведения
Брачната песен е мелодична. При уплаха издава рязко „чик-чик“.
- Препарирани яйца
- Млада птица